# NME Awards
NME Awards — ежегодная церемония вручения музыкальных наград от британского журнала New Musical Express. Старейшая премия в истории популярной музыки Великобритании впервые была вручена на «Концерте победителей опроса NME» (NME Poll Winners Concerts) в 1953 году, вскоре после появления издания. Премия часто рассматривается как предшественник и рок-аналог Brit Awards. Победители определяются посредством голосования читателей журнала и посетителей его сайта.
NME, в то время газета, опубликовала результаты первого опроса в выпуске от 27 февраля 1953 года, а церемония вручения наград состоялась 19 апреля того же года в Альберт-холле. Число номинаций, первоначально равное пяти, уже в следующем году было увеличено. С 1972 года церемония перестала проводиться, однако опросы и их результаты продолжали публиковаться ежегодно, за исключением 1993 года, когда были вручены по две награды Brit Awards Энни Леннокс и Simply Red, что вызвало гневные заголовки на новостной полосе NME («Must We Throw This Brit At Our Pop Kids?») и послужило толчком к возобновлению церемонии в 1994 году под обновлённым названием NME Brat Awards, взятым в качестве каламбура на Brits, и с новой статуэткой в форме кулака с вытянутым средним пальцем. В 2002 году Том Кокс из The Daily Telegraph критиковал премию, которая, по его мнению, теперь «отмечает те же корпоративные ценности, что и Brits».